# 雷诺Kwid

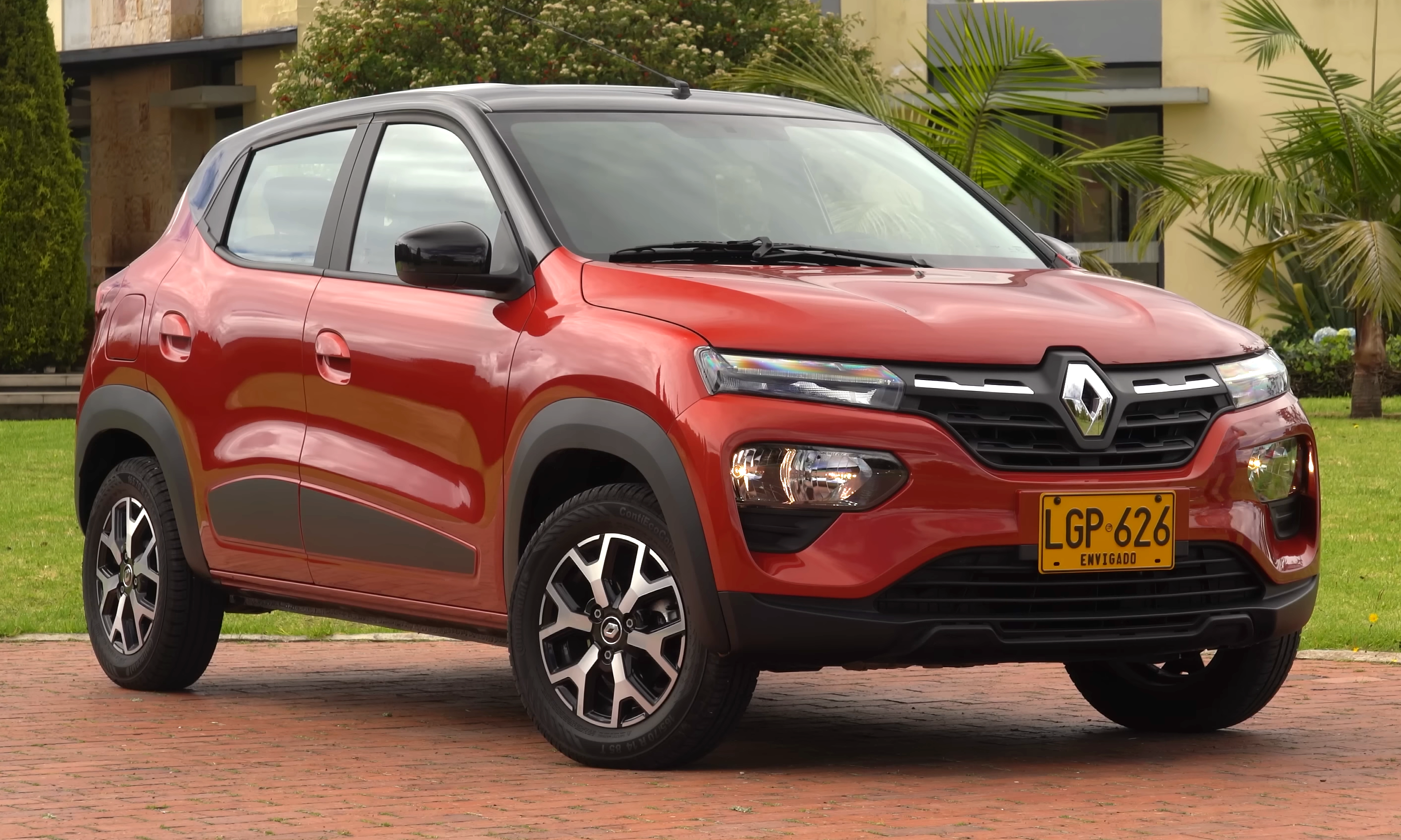
雷诺Kwid

雷诺Kwid是法国汽车制造商雷诺於2015年在印度推出的一款跨界休旅車。 2017年，該車的改进版在拉丁美洲發售，並且主要在巴西生產。該車的純電動车型雷诺City K-ZE于2019年在中國推出，而且也在中国生产。2021年起，中國生產的電動車雷诺City K-ZE出口至欧洲，不過雷諾將在歐洲銷售的雷诺City K-ZE更名為达契亚 Spring Electric，2022年起又以雷诺Kwid E-Tech的名義出口至拉丁美洲。